# Fariha Al-Áhmad
Sheikha Fariha Al-Ahmad Al-Jaber Al-Sabah (فريحة الأحمد) (15 de febrero de 1944 – 12 de agosto de 2018) fue un miembro de la realeza kuwaití, hija de décimo emir de Kuwait, el Jeque Ahmad Al-Jaber Al-Sabah. Nació en el Palacio Dasman el 15 de febrero de 1944. Se dedicó a actos de beneficencia, encabezando el "Kuwait Association for the Ideal Family", que creó el "Concurso Madre Ideal" en 2004 y trabajó para proteger a los jóvenes y a los discapacitados. Frayha también alentó y apoyó la política que empoderaba a las mujeres kuwaitíes.
Fue honrada con el doctorado honorario de la American College of Greece en 2008. se casó con su primo el jeque Rashid Al-Hamoud Al-Jaber Al-Sabah (1942–2011), Secretario del Consejo de la Familia Regente. Tuvieron cuatro hijos juntos: Sheikha Reema, Sheikh Hamoud, Sheikha Bibi y Sheikh Ahmed.

## Distinciones honoríficas
- Comandante de la Orden Nacional de Cedar (Beirut, 8 de noviembre de 2007).[6]